# Jardin exotique de Monaco
Jardin exotique de Monaco – ogród botaniczny w Monako założony w 1933 roku. Znajduje się w zachodniej części księstwa w pobliżu Moyenne Corniche. Ogród specjalizuje się w prezentowaniu różnorodności sukulentów. We wschodniej części ogrodu znajduje się także dział przedstawiający roślinność śródziemnomorską.
Kolekcja ogrodu obejmuje sukulenty pochodzące ze Stanów Zjednoczonych, Meksyku, Ameryki Środkowej i Południowej, Bliskiego Wschodu i Afryki. Ze względu na bogactwo kolekcji i warunki klimatyczne – w każdej porze roku ozdobą ogrodu są różnorodne gatunki kwitnących roślin. U podnóża skalnego klifu, na którym położony jest ogród, znajduje się udostępniona dla odwiedzających ogród malownicza, naturalna jaskinia wydrążona w skałach wapiennych. Można w niej z przewodnikiem zejść od wejścia znajdującego się na wysokości 98 m n.p.m. do punktu znajdującego się na wysokości 40 m n.p.m., przy czym znajdują się tam kawerny sięgające niemal poziomu morza. 

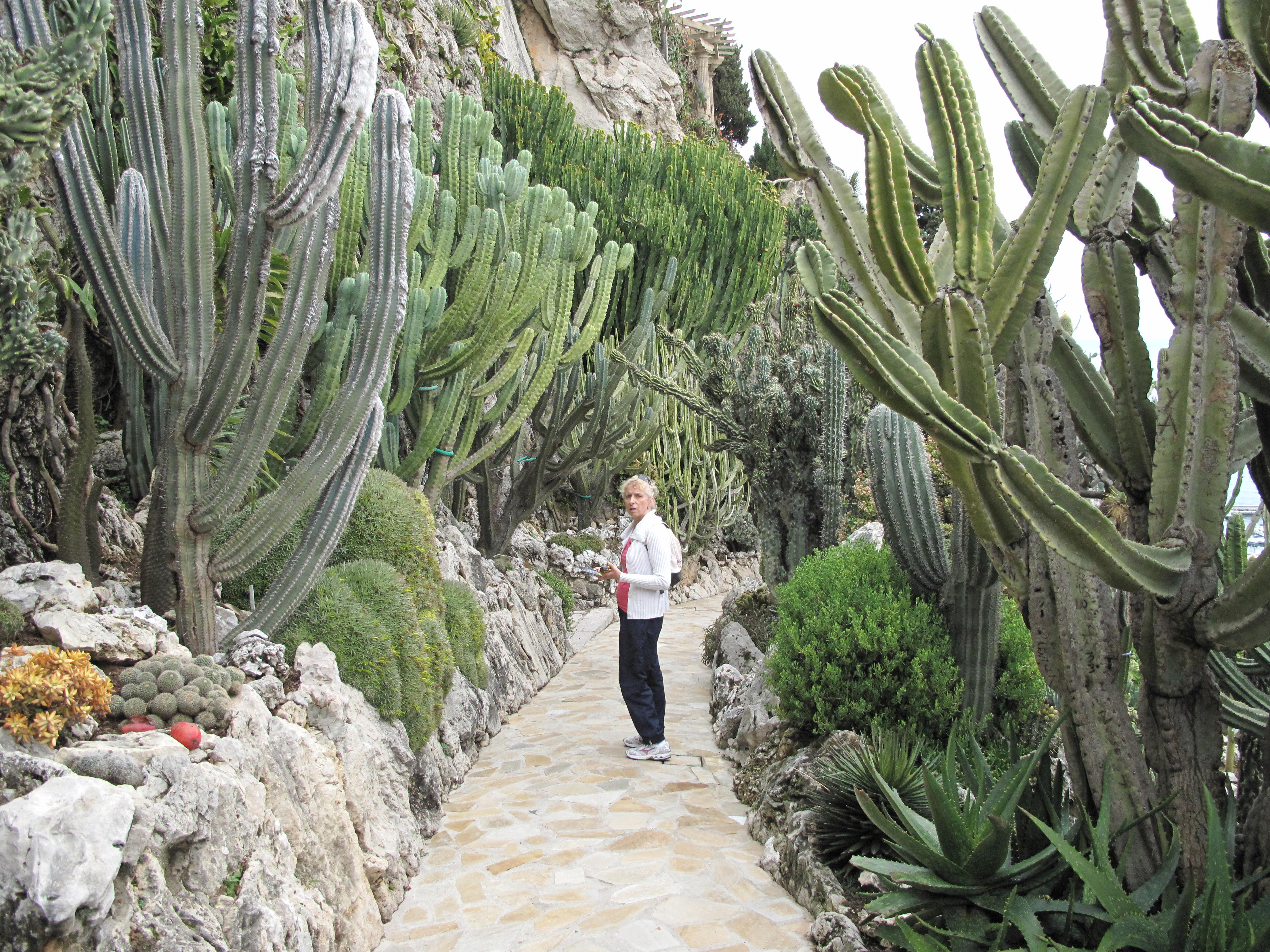
Kolekcja kaktusów
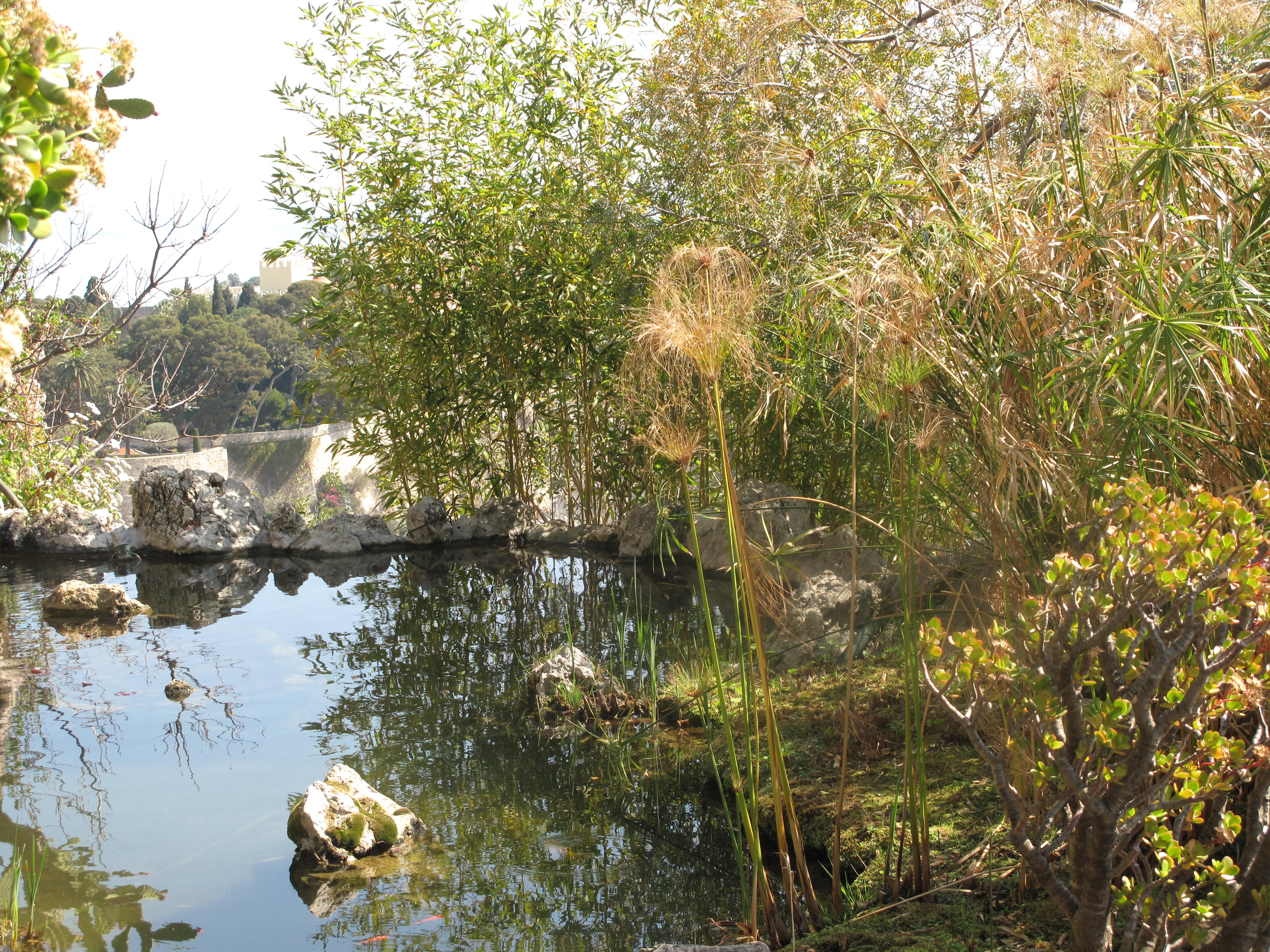
Staw w ogrodzie
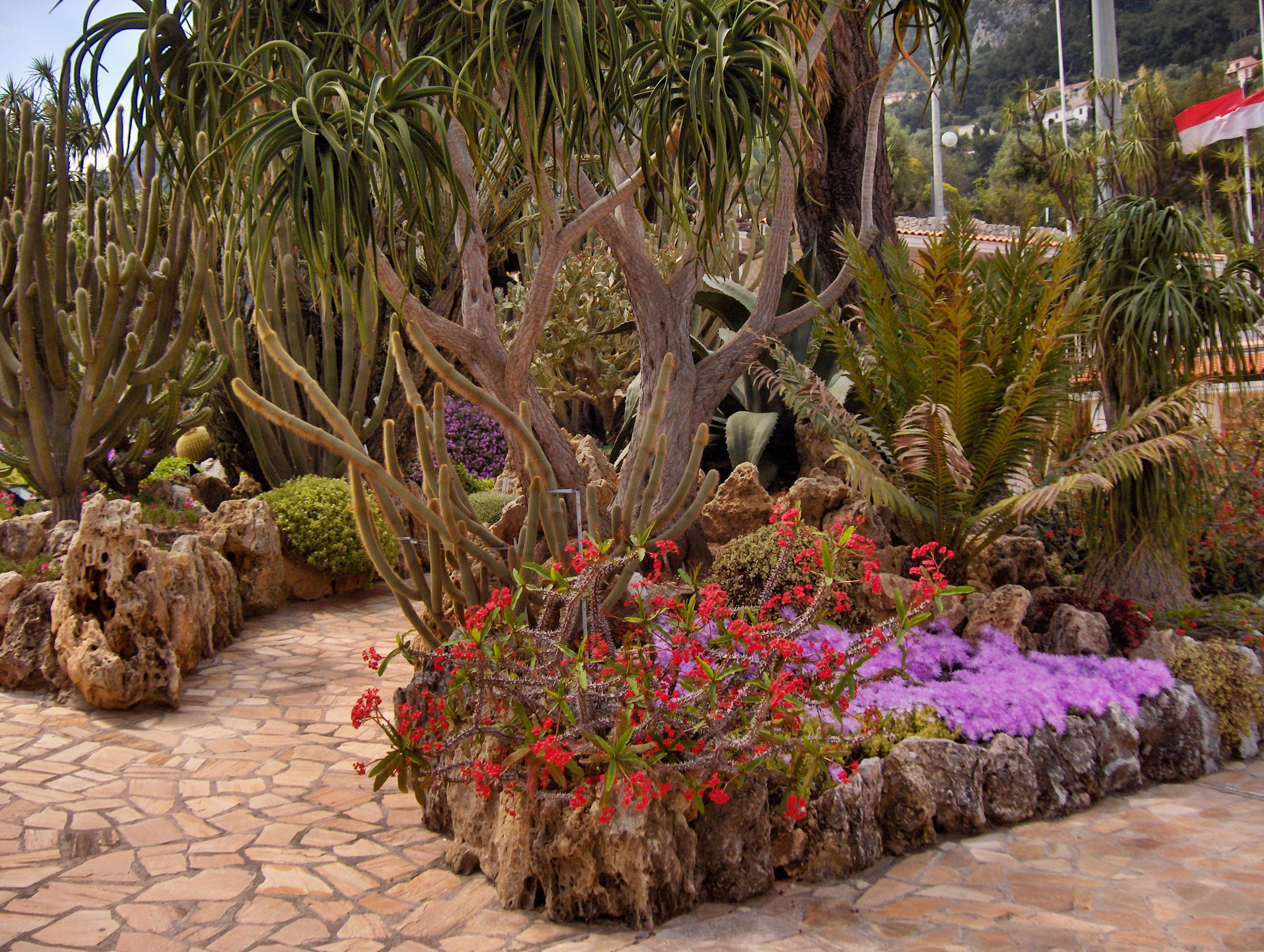
Alejki w ogrodzie